# U-269
| U-269                      | U-269                                                          | U-269                                                          |
| -------------------------- | -------------------------------------------------------------- | -------------------------------------------------------------- |
|                            |                                                                |                                                                |
|                            |                                                                |                                                                |
|                            |                                                                |                                                                |
| Під прапором               | Третій рейх                                                    | Третій рейх                                                    |
| Спуск на воду              | 24 червня 1942 року                                            | 24 червня 1942 року                                            |
| Виведений зі складу флоту  | 25 червня 1944 року                                            | 25 червня 1944 року                                            |
| Сучасний статус            | затоплений                                                     | затоплений                                                     |
| Проєкт                     |                                                                |                                                                |
| Тип ПЧ                     | Торпедний ДПЧ                                                  | Торпедний ДПЧ                                                  |
| Основні характеристики     |                                                                |                                                                |
| Швидкість (надводна)       | 17,7 вузла                                                     | 17,7 вузла                                                     |
| Швидкість (підводна)       | 7,6 вузла                                                      | 7,6 вузла                                                      |
| Робоча глибина занурення   | 100 м                                                          | 100 м                                                          |
| Гранична глибина занурення | 220 м                                                          | 220 м                                                          |
| Екіпаж                     | 44 осіб                                                        | 44 осіб                                                        |
| Розміри                    |                                                                |                                                                |
| Довжина найбільша (по КВЛ) | 67,1 м                                                         | 67,1 м                                                         |
| Ширина корпусу найб.       | 6,2 м                                                          | 6,2 м                                                          |
| Висота                     | 9,6 м                                                          | 9,6 м                                                          |
| Середня осадка (по КВЛ)    | 4,70 м                                                         | 4,70 м                                                         |
| Водотоннажність надводна   | 769 т                                                          | 769 т                                                          |
| Озброєння                  |                                                                |                                                                |
| Артилерія                  | одна палубна гармата калібру 88-мм, одна 20-мм зенітна гармата | одна палубна гармата калібру 88-мм, одна 20-мм зенітна гармата |
| Торпедно- мінне озброєння  | 4 носових і один кормовий ТА. 14 торпед або 26 мін             | 4 носових і один кормовий ТА. 14 торпед або 26 мін             |

U-269 — німецький підводний човен типу VIIC, часів Другої світової війни.
Замовлення на будівництво човна було віддане 20 січня 1941 року. Човен був закладений на верфі суднобудівної компанії «Bremer Vulkan-Vegesacker Werft» у місті Бремен-Вегесак 18 вересня 1941 року під заводським номером 34, спущений на воду 24 червня 1942 року, 19 серпня 1942 року під командуванням оберлейтенанта Карла-Хайнца Гарфінгера увійшов до складу 8-ї флотилії. Також під час служби входив до складу 11-ї та 6-ї флотилій.
Човен зробив 5 бойових походів, в яких не потопив та не пошкодив жодного судна.
25 червня 1944 року потоплений у Англійському каналі південно-східніше Торкі (49°56′ пн. ш. 02°46′ зх. д. / 49.933° пн. ш. 2.767° зх. д.) глибинними бомбами британського фрегата «Байкертон». 13 членів екіпажу загинули, 39 врятовані.

## Командири
- Оберлейтенант-цур-зее Карл-Генріх Гарльфінгер (19 серпня 1942 — 29 квітня 1943)
- Оберлейтенант-цур-зее Отто Гансен (червень — 4 вересня 1943)
- Капітан-лейтенант Карл-Генріх Гарльфінгер (5 вересня 1943 — 21 березня 1944)
- Оберлейтенант-цур-зее Георг Уль (6 квітня — 25 червня 1944)